# Crkva sv. Sofije u Ohridu
Crkva sv. Sofije (makedonski: Црква Света Софија) nalazi se u gradu Ohridu na jugozapadu Republike Makedonije.
Crkva predstavlja jedan od najvažnijih i najmonumentalnijih makedonskih spomenika, 
srednjovjekovnog crkvenog graditeljstva.

## Povijest crkve
Točno vrijeme izgradnje ni dan danas nije posve jasno, postoje neke indicije da je postojala 
i za vrijeme cara Samuila. Za današnju crkvu se drži da je izgrađena (ili obnovljena) za vrijeme ohridskog arhiepiskopa Leona, koji je djelovao od 1035. – 1056.  
Za sv. Sofiju se sa sigurnošću zna da je od samog početka bila sinodna (katedralna) crkva 
Ohridske arhiepiskopije, koja se u to vrijeme obuhvaćala veliki 
prostor, sve do Dunava.
Izvorna crkva iz 11. stoljeća imala je samo jednu glavnu kupolu. Po svom izvornom obliku sv. Sofija, je bila trobrodna bazilika s transeptom, kupolom i galerijom na bočnim brodovima. Još od 11. stoljeća crkva je imala narteks, a na sjevernom i južnom djelu oltara bile su zasebne kapele.
Tri stoljeća kasnije, za vrijeme arhiepiskopa Grigorija izgrađen je veliki narteks, objekt koji predstavlja sam vrh makedonske arhitektonske kulture 14. stoljeća. Ova vodoravno izdužena zgrada ima portik u prizemlju i galeriju na prvom katu, i tornjeve s kupolama na sjevernoj i južnoj strani građevine.
Dolaskom Turaka crkva sv. Sofija pretvorena je u džamiju. Oni su nastojali gotovo u potpunosti promijeniti izgled crkve kako bi je mogli koristili za muslimanske vjerske obrede. Freske su bili prebojene vapnom, dijelovi ikonostasa upotrijebljeni su za izgradnju mimbara (propovjedaonica), a nad sjeverozapadnom kupolom podignut je minaret.
U vrijeme od 1950. – 1957. godine, provedeni su opsežni konzervatorsko-restauratorski 
radovi. Freske su očišćene i konzervirane, pored toga izvedeni su i arhitektonski zahvati. 

### Freske iz crkve sv. Sofija
Freske iz sv. Sofije su najveći domet srednjovjekovnog slikarstva Makedonije. Nad izborom njihovih motiva i izvedbom osobno se jako angažirao arhiepiskop Leon, jedan od najobrazovanijih ljudi svoga vremena (11. stoljeće). Freske su nastale u tri glavna 
razdoblja; 11. stoljeće, 12. stoljeće i 14. stoljeće.
Freske na oltaru, prostoru za svećenike (đakonikon i proskomidija) i prizemlju 
narteksa su iz vremena izgradnje - 11. stoljeća. Ove freske su djelo više slikara, ali je razvidno da su nastale pod istom koncepcijom. Na njima su likovi 
istaknutih patrijarha, episkopa i crkvenih mislioca.
U središnjem dijelu su portreti poglavara Carigradskih patrijarha; sv. Bazilija Velikog, sv. Ivana Zlatoustog i Grigorij Bogoslov. Na freskama su i likovi šest rimskih papa u bočnim dijelovima oltara, naslikani su i likovi crkvenih otaca iz Aleksandrije, Antiohije i Jeruzalema. Treba napomenuti da se među svim tim dostojanstvenici nalaze i likovi dva slavenska sveca Kirila Filozofa i njegovog učenika sv. Klimenta Ohridskog, koji je već u 11. stoljeću, bio kultni lik u Ohridu.
U prvom dijelu glavne oltarne zone nalaze se prizori iz Staroga zavjeta, na južnoj dijelu prizori iz života Abrahama, a na sjevernom dijelu scene; Tri židova u ognjištu i Jakobove ljestve. Odmah iznad njih, u drugoj zoni fresaka, naslikana su dva friza s anđelima, a iznad njih na svodu je kompozicija Uzašašća Kristova. U oltaroj apsidi nalaze se freske sa svetim ocima, a iznad njih je kompozicija Zavjet apostola. U kupoli je prizor Bogorodice s Kristom, a u apsidi proskomidije motiv s Četrdeset mučenika. 
U crkvi se nalaze i brojne freske iz 12. stoljeća. Iz tog razdoblja je freska s motivom sv. Bogorodice, koja se nalazi odmah iznad prizora Bogorodice s Kristom na oltaru apside, kao i scene s prizorima martirija apostola.
Iz 14. stoljeća su freske u Oliverovoj kapeli koja se nalazi na gornjem katu na sjevernoj strani. Ova kapela je posvećena sv. Ivana Krstitelja. 
Posljednja cjelina zidnih slika u crkvi sv. Sofija je Grigorijeva galerija. Na njoj se nalazi više od stotinu kompozicija i figura. Nažalost, mnoge od njih su uništene. Osobito se ističu dvije kompozicije; prizor sa starozavjetnim Jakovom i Sudbina duše. Valja spomenuti i prizor s Posljednjim sudom, koji se nalazi na sjevernom zidu. 
Freske u ovoj galeriji su rad učenika slikara Jovana Teorijana. Njihovi radovi vidljivi su i u nekim dugim Ohridskim crkvama, poput crkve; sv. Pantelejmona, sv. Bogorodice Bolničke, sv. Bogorodice Perivlepte (sv. Kliment) i sv. Bogorodice Peštanske.

## Zanimljivosti
- Dio crkve je prikazan na novčanici od 1000 makedonskih denara.[2]
- Danas Crkva sv.Sofije samo u izuzetnim prilikama služi kao vjerski objekt, kako ima izvrsnu akustiku u njoj se, kao i u njenom atriju održavaju dramsko glazbene predstave međunarodnog festivala kulture Ohridsko ljeto.

## Vanjske poveznice
- Fotografije crkve
- Crkva sv.Sofije  Arhivirana inačica izvorne stranice od 31. ožujka 2008. (Wayback Machine)